# Henrik Danckwardt (1633–1693)
Henrik Danckwardt, född 9 april 1633 i Nyköping, död 1693 i Stockholm, var en svensk militär.

## Biografi
Henrik Danckwardt föddes 1633 i Nyköping. Han var son till borgmästaren Joakim Danckwardt och Carin Wastesdotter. Danckwardt blev 28 september 1647 student vid Uppsala universitet och arbetade sedan som auditör vid greve Jakob De la Gardies regemente. Han blev 1657 sekreterare vid krigskammaren och 1660 referendarie i reduktionskollegium. Danckwardt adlades 22 oktober 1662 till Danckwardt och introducerades i Sveriges Riddarhus 1664 som nummer 711. Han blev 5 september 1668 kommissarie i reduktionskollegium och 21 februari 1683 vice president i kollegiet. Danckwardt dog 1693 i Stockholm och begravdes 8 mars 1704 tillsammans med sin hustru i Värmdö kyrka.

### Familj
Danckwardt var gift med Elisabet Clerck (1646–1693). Hon var dotter till holmamiralen Richard Clerck och Maria Welshusen. De fick tillsammans barnen Maria Elisabet Danckwardt (1666–1700) som var gift med ryttmästaren Jakob Munck af Fulkila, överstelöjtnanten Jaokim Danckwardt (död 1705) vid Upplands ståndsdragonregemente, Richard Danckwardt, kommendanten Henrich Danckwardt (död 1719), Anna Engel Danckwardt (1676–1738), Johan Danckwardt (född 1679), löjtnanten Richard Danckwardt (1681–1711) i livdragonregementet, kornett Carl Danckwardt (1683–1737) i livdragonregementet och Catharina Danckwardt (död 1694).